# Gunnar Ekman (direktör)
Folke Gunnar Ekman, född 23 juli 1908 i Köping, död 26 juni 2002 i Lidingö församling i Stockholms län, var en svensk företagsledare.
Ekman var 1949–1954 VD för AB Stathmos och därefter ledamot eller ordförande i en stor mängd företagsstyrelser. Han var också ledamot av Näringspolitiska rådet och av EFTAs rådgivande kommitté. Han invaldes 1970 som ledamot av Ingenjörsvetenskapsakademien. Ekman är begravd på Lidingö kyrkogård.

### Uppslagsverk
- Ekman, F Gunnar i Vem är det 1993